# Philippe Gaudrillet
Philippe Gaudrillet (ur. 23 lipca 1936 w Châtenay-Malabry) – francuski kolarz torowy i szosowy, srebrny medalista mistrzostw świata.

## Kariera
Największy sukces w karierze Philippe Gaudrillet osiągnął w 1958 roku, kiedy zdobył srebrny medal w indywidualnym wyścigu na dochodzenie amatorów podczas mistrzostw świata w Paryżu. W zawodach tych wyprzedził go jedynie Brytyjczyk Norman Sheil, a trzecie miejsce zajął broniący tytułu Włoch Carlo Simonigh. Był to jedyny medal zdobyty przez Gaudrilleta na międzynarodowej imprezie tej rangi. Trzykrotnie zdobywał medale torowych mistrzostw kraju, w tym złoty w swej koronnej konkurencji w 1958 roku. Nigdy nie wystartował na igrzyskach olimpijskich. Startował również w wyścigach szosowych, wygrywając między innymi wyścig Paryż - Arras w 1958 roku.